# Chloropoea poggei
Chloropoea poggei är en fjärilsart som beskrevs av Herman Dewitz. Chloropoea poggei ingår i släktet Chloropoea och familjen praktfjärilar. Inga underarter finns listade i Catalogue of Life.